# Zygophyxia rhodocincta
Zygophyxia rhodocincta là một loài bướm đêm trong họ Geometridae.